# Руайе-Коллар, Пьер Поль
Пьер Поль Руайе-Коллар (фр. Pierre Paul Royer-Collard; 21 июня 1763, Сомпюи, — 4 сентября 1845, Шатовьё) — французский политический деятель и философ. Старший брат врача Антуана Руайе-Коллара.

## Биография
Был адвокатом при парижском парламенте, а после падения Бастилии стал членом Парижской коммуны, в которой сидел на скамье умеренных, рядом с Камилем Демуленом и Дантоном.
После событий 10 августа 1792 года, когда крайняя партия одержала верх, Руайе-Коллар отстранился от политических дел. Во время террора он должен был скрываться.
В 1797 году вступил в совет пятисот и произвёл большое впечатление речью о возведении католицизма вновь на степень господствующей религии, при полном сохранении свободы совести и исповеданий. После переворота 18 фрюктидора Руайе-Коллар был исключён из совета пятисот.
В последующие годы политическая деятельность Руайе-Коллара не носила официального характера. Вместе с другими лицами, видевшими в восстановлении Бурбонов единственное средство к восстановлению порядка, Руайе-Коллар образовал «тайный совет Людовика XVIII», поставивший себе задачей доставлять претенденту точные сведения о положении дел во Франции и руководить его политикой. Вся переписка совета велась, по-видимому, Руайе-Колларом, влиятельнейшим его членом. Вскоре, однако, Руайе-Коллар убедился, что Бурбоны не понимают новых требований жизни, и объявил Людовику XVIII, что совет прекращает своё существование.
В 1810 году Руайе-Коллар занял кафедру философии в парижской Faculté des lettres и, выступив против сенсуализма Кондильяка, явился основателем, хотя и не самым крупным представителем, психологической или эклектической школы, видевшей в психологии основание всей философии. Он ввёл во Францию психологию Рида. Наиболее оригинален у Руайе-Коллара анализ понятия продолжительности, которая, по его мнению, не воспринимается в объектах, а заключается только в нас и сводится к ощущению нашего постоянного тождества, вытекающему из непрерывности наших поступков (ср. «Fragments de Royer-Collard», в переводе сочинений Рида, сделанном Жуфруа).
После первой реставрации Руайе-Коллар был назначен генеральным директором по делам печати и выработал закон о печати, установивший предварительную цензуру, а после второй реставрации он занял пост президента комиссии народного образования и составил законопроект, направленный к ограждению учебных заведений от всяких политических тенденций. Больше значения имела его деятельность в качестве члена палаты депутатов, в которой он явился вождём доктринёров, сначала стремившихся к союзу с правительством.
Когда власти, в лице Виллеля, достигли ультрароялисты, Руайе-Коллар перешёл в оппозицию, заняв неопределённое положение между министерством и левым центром, но все же ревностно боролся против наиболее реакционных стремлений (между прочим — против продления депутатских полномочий с пяти до семи лет).
С 1827 года Руайе-Коллар был членом Французской академии.
На выборах 1827 года Руайе-Коллар был избран сразу семью избирательными коллегиями и занял место президента в палате, принудившей Виллеля подать в отставку. В качестве президента палаты, Руайе-Коллар поставил себе задачей примирить все партии и охранять правительство Мартиньяка от всяких враждебных попыток. Когда последнего сменил Полиньяк, Руайе-Коллар, в качестве президента палаты, стал во главе депутации, которая в марте 1830 года представила королю адрес, подписанный 221 депутатом и требовавший увольнения министров. Действия правительства, послужившие ответом на этот адрес, привели к падению династии, что вовсе не входило в виды Руайе-Коллара.
Июльская монархия вполне соответствовала убеждениям Руайе-Коллара, но он не мог перенести на Орлеанов ту благоговейную преданность, которую питал к старшей линии Бурбонов.
В 1830 году оканчивается деятельная политическая жизнь Руайе-Коллара, хотя он ещё 12 лет заседал в палате депутатов. Под конец жизни в религиозные воззрения Руайе-Коллара проник чуждый ему до тех пор дух исключительности.
В 1843 году, когда парижский университет вступил в открытую борьбу с иезуитами, он принял сторону последних. Всегда умеренный, Руайе-Коллар стоял на почве легальности и порядка, но как в политической, так и в публицистической своей деятельности проявлял мало инициативы и энергии.